# Cool Boarders Pocket
Cool Boarders Pocket — видеоигра про сноубординг, разработанная UEP Systems и изданная SNK Playmore для Neo Geo Pocket Color.

## Игровой процесс
Cool Boarders Pocket отличается от других игр серии Cool Boarders. Она имеет изометрический (верхний) вид вместо перспективы от третьего лица. В игре есть два режима игры: режим свободной езды, в котором игрок преодолевает полосу препятствий без каких-либо ограничений, пока не достигнет цели, и режим выживания, в котором игрок катается на сноуборде через полосу препятствий, пока у него не закончится здоровье. Игра позволяет выбрать одного из двух персонажей: женщину или мужчину-сноубордиста.

## Оценки
Игра получила оценку F (2 балла из 5) согласно сайту Defunct Games. В ретроспективном обзоре сайт Retro Game Reviews поставил игре 7 баллов из 10 и отметил, что «её подход, основанный на коротких кусках игрового процесса, и здоровое количество этапов приводят к увлекательным гонкам».